# Цхморісі
Цхморісі (груз. ცხმორისი) — село в Грузії.
За даними перепису населення 2014 року в селі проживає 600 осіб.